# Бангура, Джамиль
Джами́ль Бангура́ (фр. Djamil Bangoura; род. вторая половиная 1970-х, Пикин, Сенегал) — сенегальский общественный деятель, правозащитник и ЛГБТ-активист. Основатель ассоциации «Благоразумие», единственной организации в Сенегале занимающейся профилактикой ВИЧ среди мужчин, практикующих секс с мужчинами.

## Биография
Родился в конце 1970-х годов в Пикине, пригороде Дакара. В возрасте двадцати двух лет, признавшись в своей гомосексуальной ориентации, он был вынужден навсегда оставить семью. В начале 1990-х переехал в Дакар, где при поддержке партнёра, гражданина Германии, открыл музыкальную студию. Сотрудничал с рядом сенегальских рэп-исполнителей. В 2002 году из-за аутинга был вынужден закрыть музыкальную студию, оставшись без работы и средств к существованию. Пережил все последствия стигматизации гомосексуалов в Сенегале.
В это же время стал активным участником ЛГБТ-сообщества. В 2003 году основал ассоциацию «Благоразумие» со штаб-квартирой в Дакаре, целью которой является защита прав и здоровья членов ЛГБТ-сообщества в Сенегале. Организация выступает против гомофобной политики сенегальского правительства, криминализирующей гомосексуальные отношения (319-я статья Уголовного кодекса Сенегала), и занимается активной профилактикой ВИЧ среди мужчин, практикующих секс с мужчинами. В 2005 году ассоциация «Благоразумие» получила государственную аккредитацию, став одной из первых официальных организаций ЛГБТ в стране, зарегистрированных Министерством внутренних дел Сенегала.
В 2008 году сенегальское правительство санкционировало аресты нескольких членов ассоциации. Бангура был вынужден эмигрировать во Францию, но спустя полгода вернулся в Сенегал и восстановил организацию. Он постоянно информирует международное сообщество о положении ЛГБТ в Сенегале. В 2015 году, во время визита сенегальского президента Маки Саля во Францию, активист сделал официальное заявление, в котором сказал: «Он, Маки Саль, является президентом всех [сенегальцев], и должен знать, что мы, меньшинства, нуждаемся в уважении наших прав. Нельзя уничтожать очень малую часть [общества] из-за большой части».
В апреле 2016 года Министерство здравоохранения Сенегала в лице своего главы, Авы-Мари Колл-Сек предложило Бангура представлять ключевые группы населения в ООН. Приглашение совпало с решением активиста работать с молодыми и наиболее уязвимыми сенегальцами, идентифицирующими себя как ЛГБТ. В том же 2016 году Бангура дал показания об охотах на гомосексуалов, которые имели место в кампусе университета Шейха Анты Дьопа и о враждебной атмосфере к ЛГБТ в студенческой среде Сенегала в целом.